# Ingeniería electromecánica
La ingeniería electromecánica es la aplicación híbrida que surge de la combinación sinérgica de distintas áreas del conocimiento, como el electromagnetismo, la electrónica, la electricidad y la mecánica. Se aplica principalmente en mecanismos eléctricos, máquinas industriales, generación y transformación de energía.

## Descripción
La ingeniería electromecánica es la responsable de realizar el análisis, diseño, desarrollo, manufactura y mantenimiento de sistemas y dispositivos electromecánicos, y son estos los que combinan partes eléctricas y mecánicas para conformar su mecanismo. Ejemplos de estos dispositivos son los motores eléctricos usados en los aparatos domésticos, tales como: ventiladores, refrigeradores, lavadoras, secadores de cabello, mecanismos de transmisión de potencia y demás, que convierten energía eléctrica en energía mecánica. Los teléfonos transmiten información de un lugar a otro, y convierten la energía mecánica originada por ondas sonoras en señales eléctricas y reconvirtiendo estas señales eléctricas en ondas sonoras para su recepción. La lista de estos aparatos electromecánicos es interminable.  
Todos estos aparatos pueden considerarse formados por partes que son eléctricas y de partes que pueden ser clasificadas como mecánicas. Esta clasificación no implica que las partes eléctricas y mecánicas puedan ser siempre físicamente separadas y operadas independientemente una de otra. La energía es recibida o suministrada por estas partes dependiendo de la naturaleza y aplicación del equipo particular. El proceso de conversión de energía electromecánica también abarca usualmente el almacenamiento y transferencia de energía eléctrica. El estudio de los principios de conversión de energía electromecánica y el desarrollo de modelos para los componentes de un sistema electromecánico, son el objetivo entre otros de un programa como el de la ingeniería electromecánica.

## Historia
A finales del siglo XVII Otto von Guericke logró establecer que existían varios tipos de electricidad; en el siglo XVIII se idearon: el electroscopio en 1705, la botella de Leyden (condensador experimental) en 1745 y el pararrayos en 1752.
Una serie de inventos caracterizaron dicha época y facilitaron el proceso de industrialización, entre los cuales los más importantes fueron: la hiladora Jenny (1770), la lanzadera mecánica (1773), el telar mecánico (1787) y la máquina de vapor (1769). Esos eventos decretaron de manera definitiva el surgimiento de la ingeniería mecánica y de la ingeniería industrial.
Michael Faraday definió la inducción electromagnética con un sencillo experimento mediante el cual descubrió que una corriente puede inducirse en un alambre con solo moverlo sobre un campo magnético (1831). Con base en este principio se fabricaron los motores y dinamos eléctricos. Había nacido la ingeniería eléctrica.
En consecuencia, a finales del siglo XIX el auge de la electricidad era tal que ya existían muchas ciudades y edificaciones con alumbrado público. En las industrias las máquinas eléctricas reemplazaron las máquinas de vapor, lo cual garantizaba una mayor eficiencia productiva y contribuyó al desarrollo industrial.
Por otra parte, los fenómenos electromagnéticos se conocen desde el siglo VI a. C. gracias a los experimentos de Tales de Mileto, y el término electricidad (del griego Elektrón, que significa "ámbar") fue introducido por el inglés Gilbert de Colchester, quien fue el primero en estudiar sistemáticamente los fenómenos eléctricos.
Al inicio, los "repetidores" surgieron con la telegrafía y eran dispositivos electromecánicos usados para regenerar señales telegráficas. El conmutador telefónico de barras cruzadas es un dispositivo electromecánico para llamadas de conmutación telefónica. Inicialmente se instalaron ampliamente en la década de 1950 en los Estados Unidos e Inglaterra, y luego se expandieron rápidamente al resto del mundo. Reemplazaron a los diseños anteriores, como el conmutador Strowger, en grandes instalaciones.
Paul Nipkow propuso y patentó el primer sistema electromecánico de televisión en 1885. Las máquinas de escribir eléctricas se desarrollaron hasta la década de 1880 como "máquinas de escribir asistidas por energía". Estas máquinas contenían un único componente eléctrico: el motor. Mientras que antiguamente la pulsación de una tecla movía directamente una palanca de metal con el tipo deseado, con estas máquinas eléctricas las teclas enganchaban diversos engranajes mecánicos que dirigían la energía mecánica desde el motor a las palancas de escritura. Esto mismo ocurría con la IBM Selectric, desarrollada posteriormente. En la década de 1940 se desarrolló, en los Laboratorios Bell la computadora Bell Model V. Se trataba de un gran aparato electromecánico basado en relés con tiempos de ciclo del orden de segundos. En 1968 la compañía estadounidense Garrett Systems fue invitada a producir una computadora digital para competir con los sistemas electromecánicos que se estaban desarrollando entonces para la computadora principal de control de vuelo del nuevo avión de combate F-14 Tomcat de la marina norteamericana.

## Las nuevas tecnologías en el mundo y la ingeniería electromecánica
Las nuevas tecnologías se enmarcan históricamente en la revolución científico-técnica, que nació con la creciente importancia de las actividades de investigación científica y el desarrollo tecnológico en la innovación de nuevos productos y procesos productivos.
El enfoque de conjunto permitió diferenciar los impactos de las nuevas tecnologías: así como la informática incide tanto en el consumo como en las actividades administrativas, los servicios y las comunicaciones, en la industria la automatización disminuye, la oferta de empleos cambia las relaciones técnicas y las calificaciones del trabajo, y la estandarización se orienta a familias de productos.
La biotecnología es otra área de impacto que afecta la sustitución de recursos naturales (por ejemplo tropicales), de sustancias farmacéuticas, y abre nuevas posibilidades de productos alimenticios. La energía está ante la expectativa a largo plazo de un salto tecnológico (superconductores), cuando se aplican políticas de transición en la diversificación de fuentes de ahorro, eficiencia y de seguridad para disminuir la contaminación.
La capacidad de generar ciencias y tecnologías propias debe ser parte integral de la cultura, lo que implica: controlar nuestros medios de difusión pues las telecomunicaciones se convierten en el medio de mayores impactos, positivos o negativos de la cultura. La clase de materiales es clave en las innovaciones contemporáneas pues se requiere, en general de instrumentos de uso específico o a la medida; por ejemplo, para disminuir la contaminación o incrementar la eficiencia energética o aumentar la densidad de componentes microelectrónicos; para ello, se requiere disponer de los implementos, pero sobre todo de la capacidad tecnológica para transformarlos; tal es el caso de los materiales finos.
Con los argumentos expuestos en el documento de ANFEI se puede demostrar la importancia de formar un ingeniero con competencias híbridas y un punto de vista holístico pero muy bien fundamentado sobre muchos procesos, con potencialidades técnicas y tecnológicas evidenciables, con una gran participación en investigación, con compromisos éticos y humanísticos que le permitan abocar los problemas con seriedad y gran compromiso, con disponibilidad de trabajo en equipo y una responsabilidad ineludible con el medio ambiente.

## Surgimiento aplicado de la ingeniería electromecánica
Durante el siglo XX, a medida que el conocimiento científico y tecnológico se multiplicaba, los campos de acción de los ingenieros se iban especializando cada vez más. Un ejemplo de este proceso lo constituye la ingeniería eléctrica, de donde se desprendieron las ingenierías electrónica e informática, la telecomunicaciones, la telemática y la mecatrónica, entre otras.
Los sistemas de producción industrial exigían más eficiencia para convertirse en sistemas más competitivos, pero la alta especialización entre colaboradores hacía difícil su comunicación. Surgió entonces la necesidad de un profesional con una visión holística del proceso, con dominio del lenguaje de especialidades afines y que a su vez pudiera ser interlocutor válido con especialistas en esas profesiones, para coordinar su esfuerzo y hacer más eficiente el trabajo de equipo. Adicionalmente las pequeñas y medianas empresas requieren de profesionales que puedan suplir sus necesidades de forma integral en automatización, montaje, mantenimiento y diseño de sistemas electromecánicos, en sus plantas de producción, y dado el tamaño de las pequeñas y medianas empresas, no existe la posibilidad para disponer de ingenieros en todas las especialidades.
Aquí se puede apreciar claramente cómo se justifica la existencia del ingeniero electromecánico desde dos puntos de vista claros y concisos:
- El primero se da con la gran empresa, donde los sistemas productivos contienen un alto grado de complejidad, donde se hace necesario manejar un lenguaje especializado que integre la ingeniería mecánica, la ingeniería eléctrica y la electrónica, logrando un alto rendimiento en procesos de mantenimiento, diseño, montaje y renovación del sistema productivo asociado a la labor del trabajo en equipo. Es claro que la formación de este ingeniero no solamente se debe centrar en lo tecnológico, sino en aspectos de comunicación oral y escrita. No es lo mismo saber entender que hacerse entender. Las competencias de un ingeniero electromecánico le deben permitir asumir este reto.

- El segundo tiene que ver con la realidad que viven la pequeña y mediana empresa en el manejo de su economía. El recurso económico es muy limitado y la necesidad profesional es ineludible. Se necesita un ingeniero con fuertes competencias para que asuma el rol tecnológico que le exige determinada situación, un ingeniero polivalente con capacidad creativa presto a resolver los problemas propios de su profesión en diferentes áreas de la ingeniería.

## Funciones de la ingeniería electromecánica
Las funciones de la ingeniería electromecánica son:
- Calcular, seleccionar, dimensionar y diseñar elementos de sistemas mecánicos.
- Seleccionar, implementar y controlar procesos de fabricación industrial de piezas o elementos y seleccionar los materiales adecuados.
- Organizar, administrar, planear y controlar las actividades de mantenimiento en plantas industriales.
- Evaluar, operar y mantener instalaciones, máquinas y equipos térmicos e hidráulicos.
- Calcular, seleccionar, montar, operar, controlar, evaluar y mantener las máquinas eléctricas utilizadas en instalaciones industriales.
- Planear, calcular, diseñar, construir, operar, evaluar y mantener instalaciones eléctricas de alta, media y baja tensión, de acuerdo con la reglamentación vigente.
- Seleccionar, calcular, diseñar, evaluar, operar y mantener sistemas básicos de medición y de control de procesos industriales.

## Formación específica de la ingeniería electromecánica
Áreas temáticas específicas de la ingeniería electromecánica:
- Comunicación gráfica programas CAD
- Seguridad Industrial
- Mecánica
- Resistencia de materiales
- Cálculo y diseño de elementos de máquinas
- Procesos de manufactura
- Materiales de ingeniería
- Mantenimiento industrial
- Máquinas y procesos térmicos
- Motores
- Máquinas y redes hidráulicas
- Circuitos eléctricos
- Máquinas eléctricas
- Instalaciones eléctricas
- Electrónica
- Mediciones industriales
- Control automático